# 全同粒子
在量子力學裏，全同粒子是一群不可區分的粒子。全同粒子包括基本粒子，像電子、光子，也包括合成的粒子，像原子、分子。
全同粒子可以分為兩種類型：
- 玻色子可以處於同樣的量子態。光子、膠子、聲子、與氦-4 原子，都是玻色子。
- 費米子不能處於同樣的量子態（這性質稱為泡利不相容原理）。電子、微中子、夸克、質子、中子、氦-3 原子，都是費米子。

## 怎樣區分粒子
有兩種方法可以用來區分粒子。第一種方法倚靠粒子所具有的不同的物理性質，像質量、電荷、自旋等等，假若粒子的性質有任何的不同，則可以藉著測量這不同的性質來區分粒子。根據做實驗獲得的結果，同一種類的粒子都具有完全相同的物理性質，例如，宇宙裏所有的電子都擁有同樣的電荷。這就是為什麼在論述時經常會提到電子的電荷，而不是哪一個電子的電荷。
第二種區分法跟蹤每一個粒子的軌道。只要能夠無限精確地測量出每一個粒子的位置，就不會搞不清楚哪一個粒子在哪裡。這個方法有一個問題，那就是它與量子力學的基本原理相矛盾。根據量子理論，在位置測量期間，粒子並不會保持明確的位置。粒子的位置是由波函數來決定。而波函數只能給予粒子在每一個位置的機率。隨著時間演變，幾個粒子的波函數會擴散蔓延，互相重疊。一旦重疊事件發生，就無法區分在重疊區域的兩個粒子。這樣，粒子就越來越不可區分了。

## 量子力學的描述

### 對稱與反對稱量子態
應用量子力學的數學表述條目裏的形式論，來做更具體的講述，為了簡易起見，設想一個量子系統，內中有兩個全同粒子。因為這兩個粒子具有完全相同的物理性質，它們的態向量的希爾伯特空間完全相同。假若標記一個粒子的希爾伯特空間為 {\displaystyle H\,\!} ，則這兩個粒子結合的希爾伯特空間是張量乘積 解析失败 (SVG（MathML可通过浏览器插件启用）：从服务器“http://localhost:6011/zh.wikipedia.org/v1/”返回无效的响应（“Math extension cannot connect to Restbase.”）：): {\displaystyle H \otimes H\,\!}
 。
設定 {\displaystyle n\,\!} 來標記單獨粒子量子態的（離散的）量子數（例如，在盒中粒子問題裏，設定 {\displaystyle n\,\!} 為波函數的量子化的波數）。假設一個粒子處於量子態 {\displaystyle |n_{1}\rangle \,\!} ，另一個粒子處於量子態 {\displaystyle |n_{2}\rangle \,\!} 。那麼，什麼是結合系統的量子態？或許猜想答案是
{\displaystyle |n_{1}\rangle |n_{2}\rangle \,\!} 。
這只是一個正則方法，從單獨空間之結合，建構出一個張量乘積空間的基底。設定這表達式的第一個量子態為粒子 1 的量子態，第二個量子態為粒子 2 的量子態。那麼，這個表達式意味著可以區分粒子 1 是量子數為 {\displaystyle n_{1}\,\!} 的粒子，粒子 2 是量子數為 {\displaystyle n_{2}\,\!} 的粒子的粒子。可是，量子數不是粒子的內在物理性質。不能做這樣的區分。
事實上，實驗的結果顯示出，全同粒子的量子態是特別種類的多粒子量子態，稱為對稱態或反對稱態。對稱態的形式為
{\displaystyle |n_{1},n_{2};S\rangle \equiv {\frac {1}{\sqrt {2}}}\times {\bigg (}|n_{1}\rangle |n_{2}\rangle +|n_{2}\rangle |n_{1}\rangle {\bigg )}\,\!} ，
反對稱態的形式為
{\displaystyle |n_{1},n_{2};A\rangle \equiv {\frac {1}{\sqrt {2}}}\times {\bigg (}|n_{1}\rangle |n_{2}\rangle -|n_{2}\rangle |n_{1}\rangle {\bigg )}\,\!} ；
其中，等價方程式左手邊的兩個參數是允許的量子數。{\displaystyle S\,\!} 代表對稱態 (symmetric state) ，{\displaystyle A\,\!} 代表反對稱態 (antisymmetric state) ；右手邊的括弧內每一個項目的第一個量子態是粒子 1 的量子態，第二個量子態是粒子 2 的量子態。兩個量子態的前後順序很重要：
{\displaystyle |n_{1}\rangle |n_{2}\rangle \neq |n_{2}\rangle |n_{1}\rangle \,\!} 。
注意到假若 {\displaystyle n_{1}\,\!} 等於 {\displaystyle n_{2}\,\!} ，則反對稱態會給出 0 。這機率幅是實際物理所不允許的。所以，反對稱態的兩個全同粒子不能處於同樣的量子態。這規則就是著名的包立不相容原理，是造成原子千變萬化的化學性質的主要因素。

### 交換對稱性
對稱態與反對稱態的概念的正確性，最終是建立於實驗獲得的證據。大自然似乎並不允許全同粒子的量子態具有混合的對稱性，像下述公式：
{\displaystyle |n_{1},n_{2};?\rangle ={\mbox{constant}}\times {\bigg (}|n_{1}\rangle |n_{2}\rangle +i|n_{2}\rangle |n_{1}\rangle {\bigg )}\,\!} 。
事實上，這個規則有一個例外，稍後，會對這例外有所說明。從另外一方面來看，可以表明對稱態與反對稱態，就某種意義來說，是很特別的。檢視多粒子量子態的一種特別的對稱性，稱為交換對稱性。
定義一個線性算符 {\displaystyle P\,\!} ，稱為交換算符。當交換算符作用於量子系統的兩個粒子時，這兩個粒子會互相交換：
{\displaystyle P(|\psi \rangle |\phi \rangle )\equiv |\phi \rangle |\psi \rangle \,\!} 。
原來粒子 1 的量子態是 {\displaystyle |\psi \rangle \,\!} ，粒子 2 的量子態是 {\displaystyle |\phi \rangle \,\!} 。經過 {\displaystyle P\,\!} 作用後，粒子 1 與粒子 2 交換。所以粒子 1 的量子態變為 {\displaystyle |\phi \rangle \,\!} ，而粒子 2 的量子態變為 {\displaystyle |\psi \rangle \,\!} 。
算符 {\displaystyle P\,\!} 是個厄米算符和么正算符。因為它是么正的，可以將它視為一個對稱性算符，可以描述這個對稱性為粒子量子態的交換對稱性：經過 {\displaystyle P\,\!} 作用後，粒子 1 的量子態與粒子 2 的量子態交換。
明確地，{\displaystyle P^{2}={\boldsymbol {1}}\,\!} （ {\displaystyle {\boldsymbol {1}}\,\!} 是單位算符）。所以，{\displaystyle P\,\!} 的本徵值為 {\displaystyle +1\,\!} 或 {\displaystyle -1\,\!} 。對應的本徵態是對稱態與反對稱態：
{\displaystyle P|n_{1},n_{2};S\rangle =+|n_{1},n_{2};S\rangle \,\!}
{\displaystyle P|n_{1},n_{2};A\rangle =-|n_{1},n_{2};A\rangle \,\!}
注意到，經過粒子的交換，對稱態與反對稱態基本上並無改變，它們只被乘以一個因子 {\displaystyle +1\,\!} 或 {\displaystyle -1\,\!} ，而不是被旋轉於希伯爾特空間。這證明了粒子的標籤並無任何物理意義，這與前面關於不可區分的講述相符合。
由於 {\displaystyle P\,\!} 是個厄米算符，它是一個可觀察量。理論上，可以做一個實驗測量來查明它到底是對稱態，還是反對稱態。此外，粒子的全同意味著哈密頓量可以寫為對稱形式，像
{\displaystyle H={\frac {p_{1}^{2}}{2m}}+{\frac {p_{2}^{2}}{2m}}+U(|x_{1}-x_{2}|)+V(x_{1})+V(x_{2})\,\!} 。
很明顯地，交換算符與哈密頓量滿足正則對易關係
{\displaystyle \left[P,H\right]=0\,\!} 。
根據海森堡繪景，這方程式表明 {\displaystyle P\,\!} 是個運動常數。假若一個量子態本來是對稱態（反對稱態），隨著時間的演變，它仍舊會是對稱態（反對稱態）。在數學裏，態向量被限制為 {\displaystyle P\,\!} 的兩個本徵態之中的一個；它無法以整個希伯爾特空間為值域範圍。因此，可以乾脆將本徵空間當為這系統的真正的希伯爾特空間。這就是佛克空間 (Fock space) 的定義背後的點子。

### 費米子與玻色子

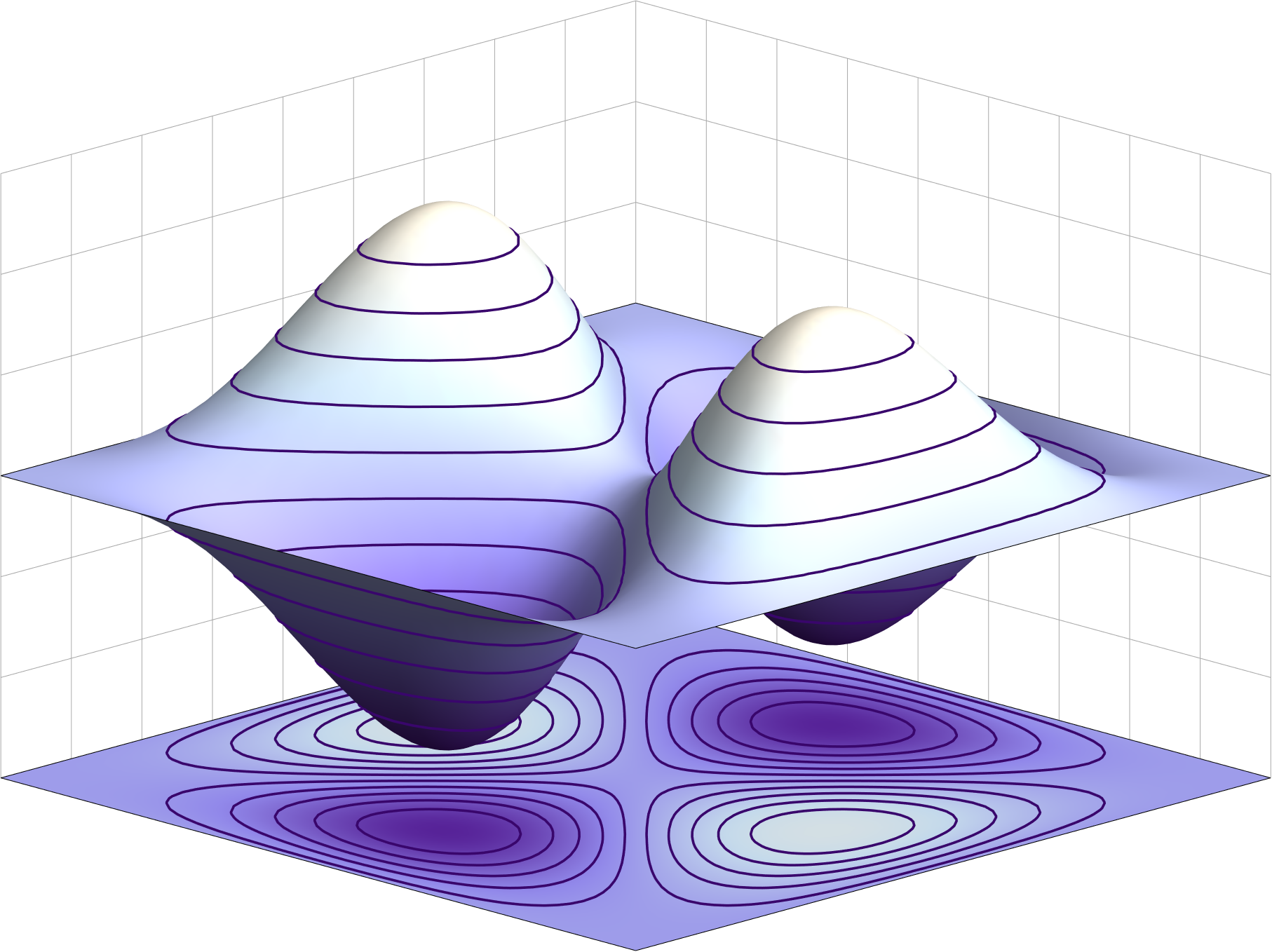
在無限深方形阱裏，兩個全同費米子的反對稱性波函數繪圖。

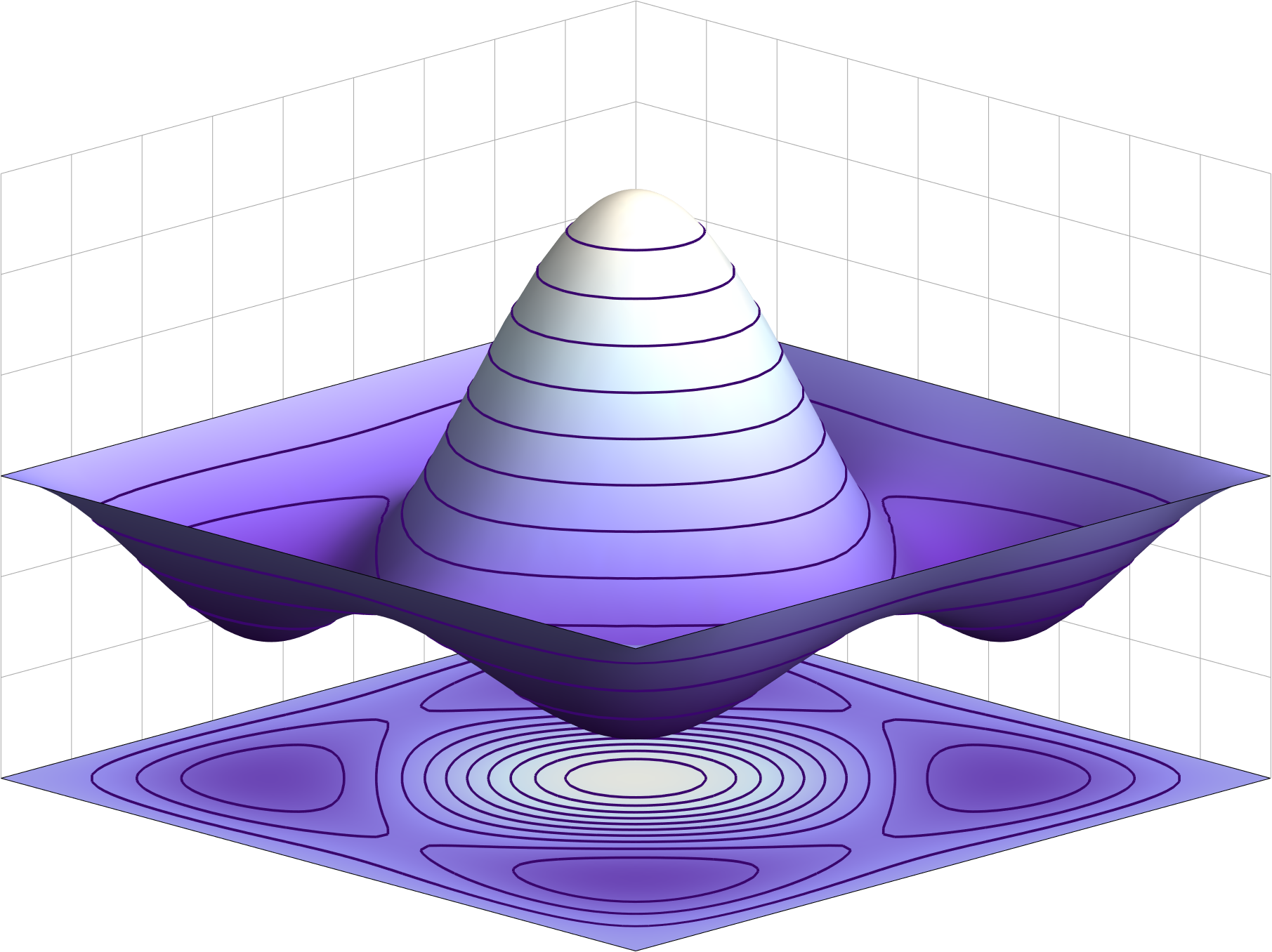
在無限深方形阱裏，兩個全同玻色子的對稱波函數繪圖。

粒子的種類決定了它們的量子態是對稱態或反對稱態。例如，當描述光子、氦-4 原子時，必須用到對稱態；而當描述電子、質子時，就必須用到反對稱態。
量子態是對稱態的粒子稱為玻色子。稍後會說明，對於一個許多全同玻色子組成的系統，對稱性給予了非常重要的統計性質。這些統計性質稱為玻色-愛因斯坦統计。
量子態是反對稱態的粒子稱為費米子。反對稱性造成了包立不相容原理的產生，使得全同費米子被禁止共處於同樣的量子態。費米-狄拉克統計專門描述許多全同費米子組成的系統，
在某些二維系統裏，混合對稱性也可能發生。這些奇特的粒子被稱為任意子 (anyon) 。它們遵守分數統計  (fractional statistics)。分數量子霍爾效應實驗的證明了任意子的存在。在形成 MOSFET 反轉層的二維電子氣體裏，也觀察到了這種效應。另外有一種統計，稱為辮統計 (braid statistics) ，是用來描述許多全同普瑞頓子 (plekton) 組成的系統，
自旋統計理論將全同粒子的交換對稱性追溯至它們的自旋。這理論闡明玻色子的自旋是正整數，費米子的自旋是半整數，任意子的自旋是分數。

### N 個粒子
前面的講述可以很容易地推廣至 {\displaystyle N\,\!} 個粒子的案例。設定 {\displaystyle N\,\!} 個粒子。再設定 {\displaystyle N\,\!} 個量子數為 {\displaystyle n_{i}\,\!} 的單獨粒子量子態 {\displaystyle |n_{i}\rangle ,\quad 1\leq i\leq N\,\!} 。設定其中獨特的量子數為 {\displaystyle \eta _{1},\,\eta _{2},\,\dots ,\,\eta _{L},\quad L\leq N\,\!} 。{\displaystyle N_{j}\,\!} 代表量子數 {\displaystyle \eta _{j}\,\!} 出現的次數（簡併度）。
假若這些粒子都是玻色子，則描述它們的量子態是完全對稱態，對於任何兩個粒子的交換，都是對稱的：
{\displaystyle |n_{1},\,n_{2},\,\cdots ,\,n_{N};S\rangle ={\sqrt {\frac {\prod _{j}N_{j}!}{N!}}}\sum _{p\in \mathrm {permutation} (N)}|n_{p_{1}}\rangle |n_{p_{2}}\rangle \cdots |n_{p_{N}}\rangle \,\!} ;
其中， {\displaystyle \mathrm {permutation} (N)\,\!} 代表所有從整數 {\displaystyle 1\,\!} 到 {\displaystyle N\,\!} 的置換的集合。這集合裏面有 {\displaystyle N!\,\!} 個元素。因此，公式右邊的總合表達式一共有 {\displaystyle N!\,\!} 項目，每一個項目的指數 {\displaystyle p\,\!} 是置換集合 {\displaystyle \mathrm {permutation} (N)\,\!} 的一個元素。指數 {\displaystyle p\,\!} 內部第 {\displaystyle i\,\!} 個字位 {\displaystyle p_{i}\,\!} 所代表的整數指定粒子 {\displaystyle i\,\!} 的量子數 {\displaystyle n_{p_{i}}\,\!} 。平方根係數是一個歸一化常數。
假若這些粒子都是費米子，則描述它們的量子態是完全反對稱態，對於任何兩個粒子的交換，都是反對稱的：
{\displaystyle |n_{1},\,n_{2},\,\cdots ,\,n_{N};A\rangle ={\frac {1}{\sqrt {N!}}}\sum _{p\in \mathrm {permutation} (N)}\mathrm {sign} (p)|n_{p_{1}}\rangle |n_{p_{2}}\rangle \cdots |n_{p_{N}}\rangle \ \,\!}
其中，{\displaystyle \mathrm {sign} (p)\,\!} 是正號或負號。假若元素 {\displaystyle p\,\!} 屬於偶置換，則是正號；否則即是負號。注意到在這裏並沒有 {\displaystyle \prod _{j}N_{j}!\,\!} 這個總乘積項目，因為每一個單獨粒子量子態只能出現一次；否則，機率幅等於 {\displaystyle 0\,\!} 。
這些多粒子量子態方程式都已經歸一化：
{\displaystyle \langle n_{1},\,n_{2},\,\cdots ,\,n_{N};S|n_{1},\,n_{2},\,\cdots ,\,n_{N};S\rangle =1\,\!} ，
{\displaystyle \langle n_{1},\,n_{2},\,\cdots ,\,n_{N};A|n_{1},\,n_{2},\,\cdots ,\,n_{N};A\rangle =1\,\!} 。

### 斯萊特行列式
用位置空間的波函數來表示，標記 {\displaystyle N\,\!} 個費米子的波函數為 {\displaystyle \Psi _{n_{1}\cdots n_{N}}^{(A)}(x_{1},\cdots x_{N})\,\!}  ；其中，{\displaystyle n_{1}\cdots n_{N}\,\!} 是允許的量子數，波函數的第 {\displaystyle i\,\!} 個參數 {\displaystyle x_{i}\,\!} 是粒子 {\displaystyle i\,\!} 的位置。將量子數是 {\displaystyle n_{i}\,\!} 的單獨粒子波函數標記為 {\displaystyle \psi _{n_{i}}\,\!} 。單獨粒子波函數只有一個位置參數 {\displaystyle x\,\!} 。這樣，{\displaystyle N\,\!} 個費米子的波函數可以用斯萊特行列式表示
{\displaystyle \Psi _{n_{1}\cdots n_{N}}^{(A)}(x_{1},\cdots x_{N})={\frac {1}{\sqrt {N!}}}\left|{\begin{matrix}\psi _{n_{1}}(x_{1})&\psi _{n_{1}}(x_{2})&\cdots &\psi _{n_{1}}(x_{N})\\\psi _{n_{2}}(x_{1})&\psi _{n_{2}}(x_{2})&\cdots &\psi _{n_{2}}(x_{N})\\\cdots &\cdots &\cdots &\cdots \\\psi _{n_{N}}(x_{1})&\psi _{n_{N}}(x_{2})&\cdots &\psi _{n_{N}}(x_{N})\\\end{matrix}}\right|\,\!} 。

### 範例

#### 二個全同玻色子
{\displaystyle {\begin{aligned}|1,\,1;S\rangle &={\frac {1}{\sqrt {2!2!}}}(|1\rangle |1\rangle +|1\rangle |1\rangle )\\&=|1\rangle |1\rangle \\\end{aligned}}\,\!} 。
{\displaystyle {\begin{aligned}|1,\,2;S\rangle &={\frac {1}{\sqrt {2!1!1!}}}(|1\rangle |2\rangle +|2\rangle |1\rangle )\\&={\frac {1}{\sqrt {2}}}(|1\rangle |2\rangle +|2\rangle |1\rangle )\\\end{aligned}}\,\!} 。

#### 三個全同玻色子
{\displaystyle {\begin{aligned}|1,\,1,\,1;S\rangle &={\frac {1}{\sqrt {3!3!}}}(|1\rangle |1\rangle |1\rangle +|1\rangle |1\rangle |1\rangle +|1\rangle |1\rangle |1\rangle \\&\qquad \qquad +|1\rangle |1\rangle |1\rangle +|1\rangle |1\rangle |1\rangle +|1\rangle |1\rangle |1\rangle )\\&=|1\rangle |1\rangle |1\rangle \\\end{aligned}}\,\!} 。
{\displaystyle {\begin{aligned}|1,\,1,\,2;S\rangle &={\frac {1}{\sqrt {3!2!1!}}}(|1\rangle |1\rangle |2\rangle +|1\rangle |2\rangle |1\rangle +|1\rangle |1\rangle |2\rangle \\&\qquad \qquad +|1\rangle |2\rangle |1\rangle +|2\rangle |1\rangle |1\rangle +|2\rangle |1\rangle |1\rangle )\\&={\frac {1}{\sqrt {3}}}(|1\rangle |1\rangle |2\rangle +|1\rangle |2\rangle |1\rangle +|2\rangle |1\rangle |1\rangle )\\\end{aligned}}\,\!} 。
{\displaystyle {\begin{aligned}|1,\,2,\,3;S\rangle &={\frac {1}{\sqrt {3!1!1!1!}}}(|1\rangle |2\rangle |3\rangle +|1\rangle |3\rangle |2\rangle +|2\rangle |1\rangle |3\rangle \\&\qquad \qquad +|2\rangle |3\rangle |1\rangle +|3\rangle |1\rangle |2\rangle +|3\rangle |2\rangle |1\rangle )\\&={\frac {1}{\sqrt {6}}}(|1\rangle |2\rangle |3\rangle +|1\rangle |3\rangle |2\rangle +|2\rangle |1\rangle |3\rangle \\&\qquad \qquad +|2\rangle |3\rangle |1\rangle +|3\rangle |1\rangle |2\rangle +|3\rangle |2\rangle |1\rangle )\\\end{aligned}}\,\!} 。

#### 二個全同費米子
{\displaystyle {\begin{aligned}|1,\,1;A\rangle &={\frac {1}{\sqrt {2!}}}(|1\rangle |1\rangle -|1\rangle |1\rangle )\\&=0\\\end{aligned}}\,\!} 。
{\displaystyle {\begin{aligned}|1,\,2;A\rangle &={\frac {1}{\sqrt {2!}}}(|1\rangle |2\rangle -|2\rangle |1\rangle )\\&={\frac {1}{\sqrt {2}}}(|1\rangle |2\rangle -|2\rangle |1\rangle )\\\end{aligned}}\,\!} 。

#### 三個全同費米子
{\displaystyle {\begin{aligned}|1,\,1,\,1;A\rangle &={\frac {1}{\sqrt {3!}}}(|1\rangle |1\rangle |1\rangle -|1\rangle |1\rangle |1\rangle +|1\rangle |1\rangle |1\rangle \\&\qquad \qquad -|1\rangle |1\rangle |1\rangle +|1\rangle |1\rangle |1\rangle -|1\rangle |1\rangle |1\rangle )\\&=0\\\end{aligned}}\,\!} 。
{\displaystyle {\begin{aligned}|1,\,1,\,2;A\rangle &={\frac {1}{\sqrt {3!}}}(|1\rangle |1\rangle |2\rangle -|1\rangle |2\rangle |1\rangle -|1\rangle |1\rangle |2\rangle \\&\qquad \qquad +|1\rangle |2\rangle |1\rangle +|2\rangle |1\rangle |1\rangle -|2\rangle |1\rangle |1\rangle )\\&=0\\\end{aligned}}\,\!} 。
{\displaystyle {\begin{aligned}|1,\,2,\,3;A\rangle &={\frac {1}{\sqrt {3!}}}(|1\rangle |2\rangle |3\rangle -|1\rangle |3\rangle |2\rangle -|2\rangle |1\rangle |3\rangle \\&\qquad \qquad +|2\rangle |3\rangle |1\rangle +|3\rangle |1\rangle |2\rangle -|3\rangle |2\rangle |1\rangle )\\&={\frac {1}{\sqrt {6}}}(|1\rangle |2\rangle |3\rangle -|1\rangle |3\rangle |2\rangle -|2\rangle |1\rangle |3\rangle \\&\qquad \qquad +|2\rangle |3\rangle |1\rangle +|3\rangle |1\rangle |2\rangle -|3\rangle |2\rangle |1\rangle )\\\end{aligned}}\,\!} 。

## 統計性質
在統計行為上，玻色子與費米子有很重要的差別。玻色子的統計行為是以玻色-愛因斯坦統計來描述，費米子的統計行為則是以費米-狄拉克統計來描述。粗略地說，玻色子喜好凝聚於同樣的量子態。因此，造成了雷射、玻色-愛因斯坦凝聚、超流體等等量子現象。在另一方面，費米子禁止共同享有同樣的量子態，造成了像費米氣體、白矮星、中子星等等奇異的系統。這規則稱為包立不相容原理。大多數的化學現象都與這原理有關。在原子裏，因為這原理，電子依次地裝填一層一層的電子層，而不是全部處於最低能量的量子態。
可區分粒子，玻色子，與費米子在統計行為上有很大的不同。稱兩個粒子為 {\displaystyle A\,\!} 和 {\displaystyle B\,\!} 。每一個粒子都可以處於兩個能量相同的量子態，{\displaystyle |0\rangle \,\!} 與 {\displaystyle |1\rangle \,\!} 。
假若 {\displaystyle A\,\!} 和 {\displaystyle B\,\!} 是可區分粒子，則可能有四種不同的量子態：
- {\displaystyle |0\rangle |0\rangle \,\!} ，
- {\displaystyle |1\rangle |1\rangle \,\!} ，
- {\displaystyle |0\rangle |1\rangle \,\!} ，
- {\displaystyle |1\rangle |0\rangle \,\!} 。

統計力學的基礎假設闡明：給予一個處於熱力平衡的隔離系統，則每一個能量相同的微觀狀態都有相同的機率成為系統的狀態。根據這基礎假設，兩個粒子都處於 {\displaystyle |0\rangle \,\!} 的機率是 {\displaystyle 0.25\,\!} ，兩個粒子都處於 {\displaystyle |1\rangle \,\!} 的機率是 {\displaystyle 0.25\,\!} ，而一個粒子處於 {\displaystyle |0\rangle \,\!} ，另一個粒子處於 {\displaystyle |1\rangle \,\!} 的機率是 {\displaystyle 0.5\,\!} 。
假若 {\displaystyle A\,\!} 和 {\displaystyle B\,\!} 是全同玻色子，則可能有三種不同的量子態：
- {\displaystyle |0\rangle |0\rangle \,\!} ，
- {\displaystyle |1\rangle |1\rangle \,\!} ，
- {\displaystyle {\frac {1}{\sqrt {2}}}(|0\rangle |1\rangle +|1\rangle |0\rangle )\,\!} 。

假若這個隔離系統正處於熱力平衡，則兩個粒子都都處於 {\displaystyle |0\rangle \,\!} 的機率是 {\displaystyle 0.33\,\!} ，兩個粒子都都處於 {\displaystyle |1\rangle \,\!} 的機率也是 {\displaystyle 0.33\,\!} ，而一個粒子處於 {\displaystyle |0\rangle \,\!} ，另一個粒子處於 {\displaystyle |1\rangle \,\!} 的機率還是 {\displaystyle 0.33\,\!} 。請注意，找到玻色子處於同樣的量子態的機率大於可區分粒子處於同樣的量子態的機率。這表明了玻色子的趨向於凝聚。
假若 {\displaystyle A\,\!} 和 {\displaystyle B\,\!} 是全同費米子，則只有一種可能的量子態：
{\displaystyle {\frac {1}{\sqrt {2}}}(|0\rangle |1\rangle -|1\rangle |0\rangle )\,\!} 。
當做測量實驗時，會必然地得到一個粒子處於 {\displaystyle |0\rangle \,\!} ，另一個粒子處於 {\displaystyle |1\rangle \,\!} 。
桌表 1 展示出前面講述的結果：
| 粒子       | 都處於 {\displaystyle \|0\rangle \,\!} | 都處於 {\displaystyle \|1\rangle \,\!} | 一個處於 {\displaystyle \|0\rangle \,\!} ，另一個處於 {\displaystyle \|1\rangle \,\!} |
| ---------- | -------------------------------------- | -------------------------------------- | ------------------------------------------------------------------------------------- |
| 可區分粒子 | 0.25                                   | 0.25                                   | 0.5                                                                                   |
| 玻色子     | 0.33                                   | 0.33                                   | 0.33                                                                                  |
| 費米子     | 0                                      | 0                                      | 1                                                                                     |

## 參閱
- 盒中氣體
- 馬克士威-玻茲曼統計
- 簡併物質
- 托爾曼－奧本海默－沃爾科夫方程